# 전재일
전재일(全在一, 1875년 5월 17일 ~ 1951년 9월 3일)은 대한민국의 독립운동가이다. 호(號)는 경성(鏡城)이다. 그의 장남은 전성호 장군이다.

## 주요 이력
함경북도 경성(鏡城)에서 출생한 그는 지난날 1893년부터 1902년까지 조선국 황해도 평산군 군서기관, 조선국 황해도 수안군 군서기관, 조선국 평안남도 평원군 군서기관, 조선국 함경남도 영흥군 군서기관, 조선국 평안북도 초산군 군서기관, 대한제국 평안북도 초산군 군서기관 등 하급 관료 직책을 잠시 지냈고, 1910년 경술국치 사태 후 전 가족을 이끌고 간도 용정(龍井)으로 망명하여 문화사업에 종사하였으며, 1919년 3·1독립운동시에는 용정에서 시위운동에 참여하여 사상자가 많이 발생하자 그 매장 및 부상자 위문 등의 활동을 펴다가 재류금지(在留禁止) 처분을 받고 고향으로 돌아왔다.
1919년 대한민국 임시정부는 국내외를 연결하는 임정 평의회 예하 비밀 조직인 연통제(聯通制)를 설치하였다. 이 조직은 국내외를 연결하는 지방행정기관으로서 임시정부의 군자금 수집과 함께 통신업무도 관장하고 있었다. 동년 8월 그는 송윤섭(宋允燮)·이상호(李相鎬)·박두환(朴斗煥) 등과 함께 함경북도 연통제의 일원이 되어 활동하던 중, 1920년 8월 동지 47인이 동시에 체포되어 청진(靑津)지방법원에서 징역 4년형을 받고 옥고를 치렀다.
출옥 후에는 룽징에 돌아가 육영사업에 전념하다가 병을 얻어 1945년 6월 8일을 기하여 그만두고 1945년 7월 10일을 기하여 일제 강점기 조선국 경성부에 귀환하였으며 1945년 8월 15일, 경성부에서 조선 광복을 목도하였다. 8·15 광복 당시에도 그는 이미 지병으로 인하여 와병 중이었다. 1950년 한국 전쟁 시절 충청남도 서천군 서천면으로 피난하였으며 계속 남쪽으로 피난하다가 1년 후 1951년 9월 3일을 기하여 경상남도 밀양군 밀양 읍내 피난지에서 병사하였다.

## 사후
대한민국 정부에서는 고인의 공훈을 기리고자 1977년 3월 1일을 기하여 대한민국 건국포장을, 1990년 3월 1일을 기하여 대한민국 건국훈장 애국장을 각각 추서하였다.